# Kenji Itō
Kenji Itō (jap. 伊藤 健次, Itō Kenji; * 29. Juni 1976 in der Präfektur Mie) ist ein ehemaliger japanischer Fußballspieler.

## Karriere
Itō erlernte das Fußballspielen in der Schulmannschaft der Yokkaichi Technical High School. Seinen ersten Vertrag unterschrieb er 1995 bei Cosmo Oil Yokkaichi FC. Der Verein spielte in der zweithöchsten Liga des Landes, der Japan Football League. 1997 wechselte er zum Erstligisten Nagoya Grampus Eight. 1999 gewann er mit dem Verein den Kaiserpokal. Für den Verein absolvierte er fünf Erstligaspiele. 2000 wechselte er zum Drittligisten Jatco FC. Ende 2000 beendete er seine Karriere als Fußballspieler.

## Erfolge
Nagoya Grampus Eight
- Kaiserpokal

Sieger: 1999